# Xochimilco
Xochimilco é uma demarcação territorial da Cidade do México, situada na parte central da capital mexicana. Possuía em 2015 uma população de 415.933 habitantes, distribuída em uma área de 118 km². Faz fronteira com Coyoacán e Iztapalapa a norte; com Milpa Alta a sul; com Tlalpan a oeste; e com Tláhuac a leste.
O nome Xochimilco é derivado dos vocábulos náuatles xōchi (flor), mīl (milpa, campo cultivado) e co (local), que combinados significam local de cultivo de flores ou milpa de flores.
Xochimilco é popularmente conhecida pela sua extensa rede de canais — tudo o que resta do antigo Lago Xochimilco. Filmes como María Candelaria (1940), onde todos os habitantes viajam em coloridas trajineras (barcos de Xochimilco) entre chinampas cobertas de flores, deram uma reputação romântica à região.
Atualmente, a agricultura é uma atividade importante em Xochimilco, mas menor. A Chinampería (atividades relacionadas com as chinampas) foi declarada Património Mundial da UNESCO em 1987.

## Canais de Xochimilco
Os Canais de Xochimilco, que representam o que sobrou das extensas chinampas, são hoje uma atração turística popular, que atrai muitas pessoas às suas margens. Os canais são particularmente frequentados nos finais de semana e feriados, quando muitas famílias mexicanas e turistas alugam barcos, que podem incluir serviços de música e comida.
Em um dos canais foram disputadas as competições de canoagem e de remo nos Jogos Olímpicos da Cidade do México de 1968.

### Ilha da bonecas

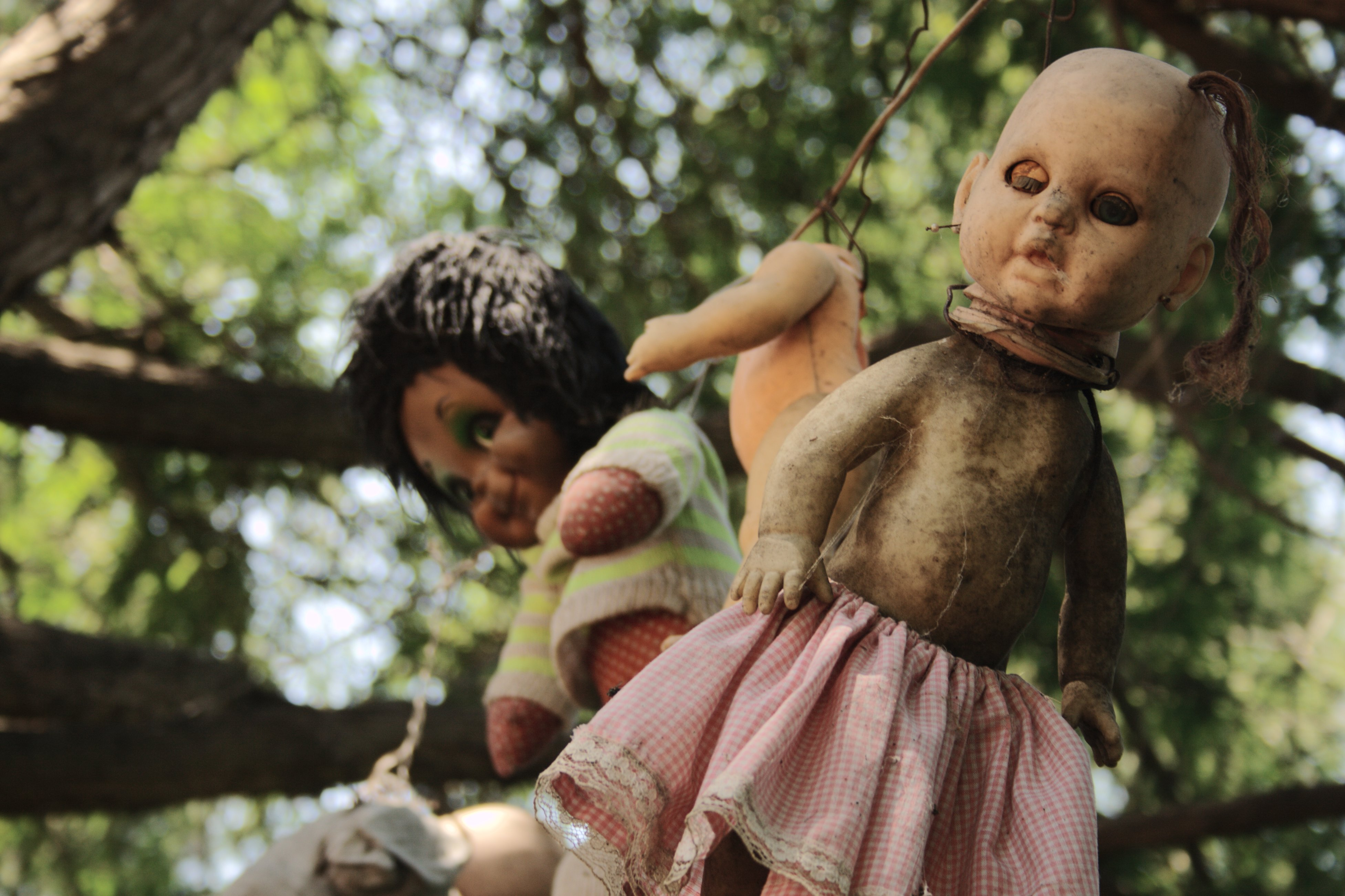
Algumas das bonecas do chinampa de Santana Barrera

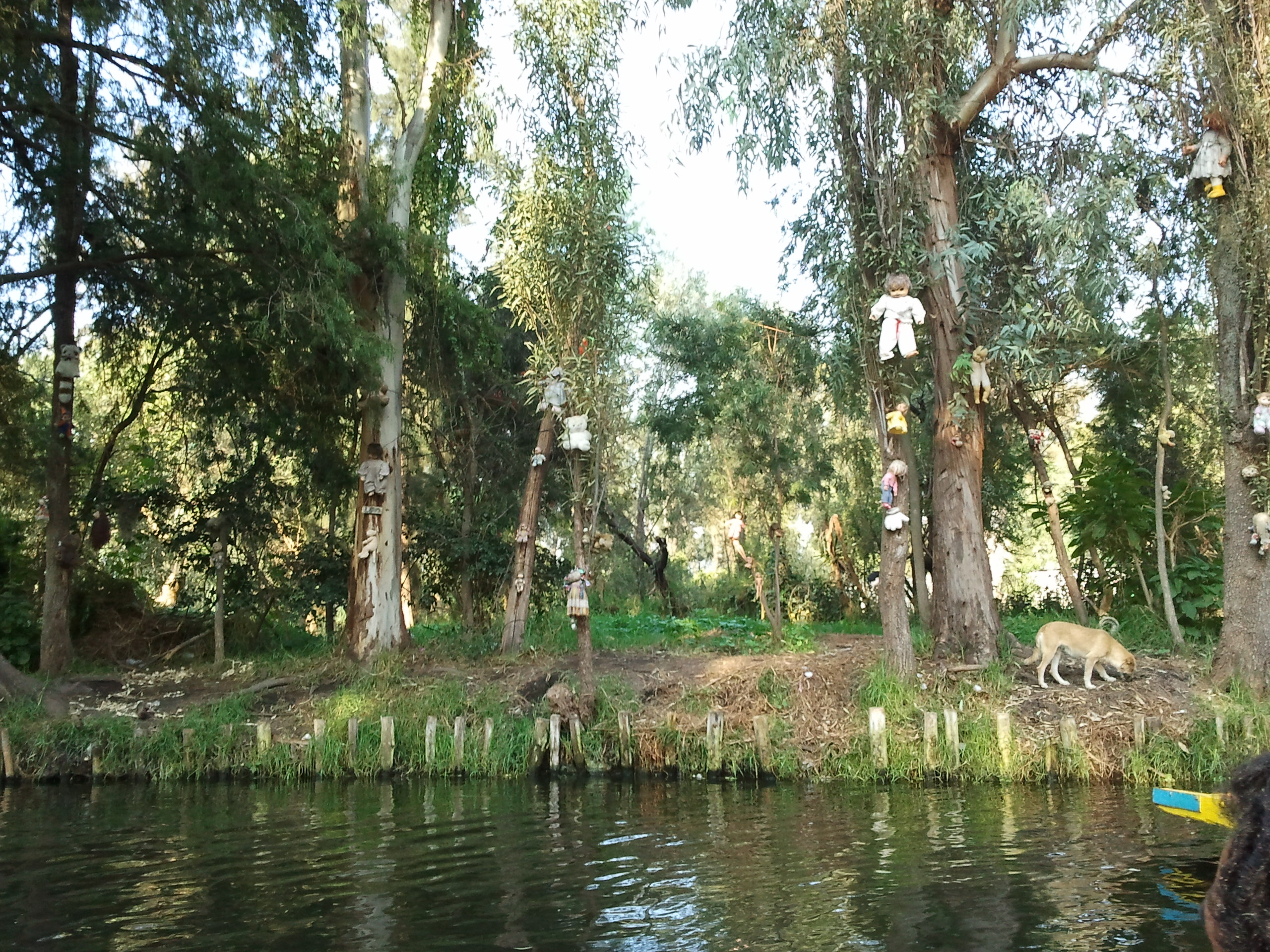
Bonecos vistas do lago

A aproximadamente uma hora de viagem de canal a partir de um embarcadouro, fica a Ilha das Bonecas. É o chinampa mais conhecido, ou jardim flutuante, em Xochimilco. Pertencia a um homem chamado Don Julián Santana Barrera, um nativo do bairro de La Asunción. Santana Barrera, um solitário, que raramente era visto na maior parte de Xochimilco. Segundo a lenda, Certa manhã, uma menina e suas irmãs foram nadar no canal, mas a corrente era forte demais. As irmãs se separaram e a corrente puxou uma das irmãs pelo canal quando Santana Barrera percebeu que a jovem estava se afogando. Quando Santana finalmente a alcançou, ela já estava morta. Ele também encontrou uma boneca flutuando nas proximidades e, assumindo que pertencia à menina morta, pendurou-a em uma árvore como sinal de respeito. Depois disso, ele começou a ouvir sussurros, passos e lamentos angustiados na escuridão, embora sua cabana - escondida nas profundezas da floresta de Xochimilco - estivesse a quilômetros de distância da civilização. Movido pelo medo, ele passou os cinquenta anos seguintes pendurando cada vez mais bonecas, mesmo algumas sem partes do corpo, por toda a ilha, na tentativa de apaziguar o que ele acreditava ser o espírito da pobre menina.
Após a morte de Barrera em 2001 - seu corpo teria encontrado no local exato onde ele encontrara a menina morta cinquenta anos antes - a área se tornou uma atração turística popular, para onde os visitantes trazem mais bonecas. Os moradores a descrevem como "encantada" - não assombrada - mesmo que os viajantes afirmem que as bonecas sussurram para elas. A fotógrafa profissional Cindy Vasko visitou a ilha em 2015 e a descreveu como o "lugar mais assustador que ela já visitou". A excursão começou por canais parecidos com labirintos, cercados por uma vegetação luxuriante e pássaros cantando, mas logo seu barco foi desacelerado por um enxame de lírios e o canal ficou ameaçadoramente silencioso. Ela disse ao MailOnline: "No final da jornada, a 'trajinera' virou uma curva na hidrovia e fiquei impressionada com uma visão surreal de centenas, talvez milhares, de bonecas penduradas em árvores na pequena ilha." As bonecas ainda estão na ilha, que é acessível por barco. A ilha foi apresentada no programa Travel Channel Ghost Adventures e na série “Lore” da programa Prime Video. Tambem pode ser vista em 'BuzzfeedUnsolved', onde Ryan e Shane visitaram a ilha com um guia, que os guiou pela ilha durante a noite.

## Transportes

### VLT da Cidade do México
Xochimilco é atendida pelas seguintes estações do VLT da Cidade do México:
- Francisco Goitia
- Huichapan
- La Noria
- Tepepan
- Xochimilco